# Teraz!
Teraz! (zapis stylizowany TERAZ!) – polska partia polityczna o charakterze centrowym oraz liberalno-demokratycznym, powołana w 2018 przez Ryszarda Petru i Joannę Scheuring-Wielgus, rozwiązana w 2019. Ugrupowanie powstało na bazie stowarzyszenia Plan Petru.

## Historia
Partia została zarejestrowana 6 listopada 2018 pod nazwą Liberalno-Społeczni, jaką nosiło wówczas koło poselskie tworzone przez jej założycieli. Byli nimi posłowie, którzy w maju 2018 odeszli z partii Nowoczesna: Ryszard Petru (założyciel Nowoczesnej i jej pierwszy przewodniczący), Joanna Scheuring-Wielgus oraz Joanna Schmidt (później pod nazwiskiem Mihułka, wiceprzewodnicząca ALDE). Ryszard Petru został przewodniczącym nowej partii, a jej skarbnikiem Marcin Grunwald. Ugrupowanie już pod nową nazwą Teraz! zostało zaprezentowane 17 listopada 2018. Nową skarbniczką partii została Joanna Mihułka. Z ugrupowaniem związała się między innymi Anna Skiba, która 16 listopada jako szefowa struktur Nowoczesnej w województwie podkarpackim opuściła partię wraz z niemal wszystkimi jej działaczami z regionu, niezadowolonymi z funkcjonowania Koalicji Obywatelskiej. 20 listopada 2018 koło poselskie Liberalno-Społeczni zostało przerejestrowane na koło Teraz!. Kilka dni później do partii dołączyło około 40 osób z województwa zachodniopomorskiego, wywodzących się z Nowoczesnej. 9 grudnia 2018 w Centrum Praskim Koneser w Warszawie odbyła się konwencja ugrupowania, na której przedstawiono postulaty programowe. Występowali między innymi były poseł i wiceprezydent Warszawy Jacek Wojciechowicz oraz były szef Forum Młodych Polskiej Konfederacji Pracodawców Prywatnych Lewiatan i Forum Młodych Nowoczesnych Adam Kądziela. 18 lutego 2019 zarząd ugrupowania zgłosił akces do Koalicji Europejskiej, powołanej na wybory do Parlamentu Europejskiego w tym samym roku. Ponadto koło poselskie Teraz! zaproponowało Nowoczesnej utworzenie federacyjnego klubu poselskiego, jednak Nowoczesna tę ofertę odrzuciła. Pomimo poparcia przez partię KE, nie stała się ona jej podmiotem, a dwie czołowe działaczki Teraz! (pozostając w ugrupowaniu) wystartowały w wyborach do Parlamentu Europejskiego z list partii Wiosna – Joanna Scheuring-Wielgus z drugiego miejsca na liście w okręgu warszawskim, a Anna Skiba otworzyła listę w okręgu podkarpackim. Żadna z nich nie uzyskała jednak mandatu. Obie członkinie Teraz! zdobyły łącznie 29 570 głosów, czyli 0,22% oddanych w skali kraju (zaś 3,58% spośród wszystkich kandydatów Wiosny).
Teraz! nie złożyło sprawozdania finansowego za 2018 rok, a 30 marca 2019 konwencja partii podjęła uchwałę w sprawie jej rozwiązania. Lider i likwidator ugrupowania Ryszard Petru poinformował o rezygnacji ze startu w kolejnych wyborach i wycofaniu się po nich z działalności politycznej, a 4 lipca 2019 organy statutowe partii poinformowały o zakończeniu jej działalności. Koło poselskie Teraz! funkcjonowało do końca VIII kadencji Sejmu. W wyborach parlamentarnych w 2019 jego posłanka Joanna Scheuring-Wielgus skutecznie ubiegała się o reelekcję, jako kandydatka Wiosny z listy SLD (w ramach projektu Lewica).

## Program
Ugrupowanie położyło nacisk na dwa filary: gospodarkę i politykę społeczną.

### Zagadnienia ekonomiczne
Partia gospodarczo położyła nacisk na wolność gospodarczą i kapitalizm. Opowiedziała się za między innymi niższymi podatkami, wspieraniem przedsiębiorców i cyfryzacją biurokracji. Wśród jej postulatów znalazły się:
- liniowy podatek dochodowy na poziomie 16% (PIT i CIT)
- wyższa kwota wolna od opodatkowania
- obniżka podatku dla prowadzących działalność gospodarczą do 8% dla dochodów rocznych do 100 tysięcy złotych
- cyfryzacja prowadzenia i rozliczania biznesu, pełna cyfryzacja usług państwa
- zasada milczącej zgody
- likwidacja zakazu handlu w niedzielę
- prywatyzacja bezpośrednia spółek Skarbu Państwa z wyjątkiem spółek strategicznych i związanych z bezpieczeństwem[11].

### Sprawy społeczne
W sprawach społecznych ugrupowanie opowiedziało się za między innymi neutralnym światopoglądowo państwem, równouprawnieniem płci i rejestracją związków partnerskich. W programie znalazły się także akcenty socjalliberalne; partia zaoferowała wsparcie tak zwanym 500+ 2.0 na pierwsze dziecko, mieszkanie na wynajem czy darmowe żłobki i przedszkola.

### Gospodarka europejska
Partia opowiadała się za:
- uruchomieniem procesu przyłączenia Polski do strefy euro w 2019 i zachowaniem poziomu cen sprzed zmiany waluty
- wprowadzeniem Polski do grupy G20
- likwidacją Polskiej Fundacji Narodowej[13].

### Kultura
Teraz! opowiadało się za finansowaniem kultury, 1% CIT na kulturę, inwestowaniem w biblioteki w małych miastach oraz wolnością słowa, a także wsparciem projeków udostępniania obiektów kulturalnych dla osób niepełnosprawnych i emerytów.